# Koszatka leśna
Koszatka leśna, dawniej: koszatka (Dryomys nitedula) – gatunek niewielkiego, nadrzewnego gryzonia z rodziny popielicowatych. 

## Nazewnictwo
W polskiej literaturze zoologicznej gatunek Dryomys nitedula był oznaczany nazwą „koszatka”. W wydanej w 2015 roku przez Muzeum i Instytut Zoologii Polskiej Akademii Nauk publikacji „Polskie nazewnictwo ssaków świata” gatunkowi nadano nazwę „koszatka leśna”, rezerwując nazwę „koszatka” dla rodzaju tych gryzoni.

## Opis
Długość od 8 do 10 cm, ogon do 10 cm. Ciężar 15-40 g. Sierść od góry ubarwiona na kolor rudawy lub popielaty, sierść pod brzuchem ubarwiona na kolor biały. Ma ciemne obwódki wokół oczu zwężające się w kierunku uszu, niewielkie uszy, ogon puszysty, żółtoszary, jednobarwny, pokryty długimi włosami tworzącymi kitę. Pyszczek skondensowany różowy z dość sporym noskiem.

## Występowanie i biotop
Europa środkowo-wschodnia oraz północno-wschodnia i zachodnia Azja od Afganistanu i Iranu po Mongolię i Chiny. W Polsce występuje rzadko, przeważnie w południowej (m.in. w Sudetach Wschodnich) i wschodniej części kraju. Latem 2020 r. koszatkę leśną zaobserwowano na terenie Stobrawskiego Parku Krajobrazowego, w granicach Nadleśnictwa Kluczbork. Zamieszkuje lasy liściaste, iglaste oraz strefę kosodrzewiny. Gniazduje w dziuplach, gniazdach ptasich, szczelinach skalnych, skrzynkach dla ptaków, a także w zabudowaniach znajdujących się w lesie. Gniazdo kulistego kształtu wyścielane liśćmi i mchami. Przebudowuje zajęte ptasie gniazda.

## Tryb życia
Prowadzi nadrzewny aktywny nocny tryb życia. Odżywia się bezkręgowcami, jajami ptaków, owocami i nasionami. Pokarm uzupełnia owadami i ich larwami. Na zimę zapada w sen zimowy od października do kwietnia, który spędza w dziuplach lub pod korzeniami starych drzew. Na zimę gromadzi zapasy, które zjada, kiedy budzi się z zimowego snu. W trakcie zimowego snu temperatura ciała znacznie spada i jest zaledwie o kilka stopni Celsjusza wyższa niż temperatura otoczenia. Serce koszatki bije wówczas zaledwie kilka razy na minutę.

## Rozród
Ciąża trwa 90 dni. Samica rodzi od 2 do 6 młodych. W ciągu roku samica wydaje do dwóch miotów. Młode żywią się mlekiem matki przez 4 tygodnie. Samce koszatek dbają o samicę i potomstwo. Koszatki mogą zajść w ciążę od 45. dnia życia.

## Znaczenie
Na koszatkę polują sowy, kuny, łasice i lisy. 

## Ochrona
W Czerwonej księdze gatunków zagrożonych Międzynarodowej Unii Ochrony Przyrody i Jej Zasobów został zaliczony do kategorii LC (najmniejszej troski). Na terenie Polski gatunek ten jest objęty ścisłą ochroną gatunkową.